# 纤细雀梅藤
纤细雀梅藤（学名：[Sageretia gracilis] 错误：{{Lang}}：文本有斜体标记（帮助））为鼠李科雀梅藤属下的一个种。其种加词来源于拉丁文“gracilis”，意为“细长的”。